# 楊書紹
杨书绍（约1770年代—？），字啟庭，汉军正红旗人。清朝政治人物、進士出身。

## 生平
嘉庆三年（1798）戊午科举人，辛酉科进士。历任内阁中书，典籍侍读，嘉庆十三年戊辰科顺天乡试同考官，吏部验封司掌印郎中，江西广信府知府，河南彰德府知府，署理河南粮储盐法道。诰授中宪大夫。
有族亲杨能格，道光十六年进士、楊霽，同治四年探花。

## 家庭
- 祖父楊晏（c.1720s-?），湖北驛鹽道、按察使。嫡妻年氏。
- 父楊銓（c.1750s-?），善画马（载《绘境轩读画记》），有《得樹軒詩稿》。母爱新觉罗氏（父宗室托克托，祖父宗室良德，祖母李氏（祖父镶蓝旗汉军、三等伯、敏壯公李國翰））。
- 胞兄楊書績（號杲樓），嘉庆八年舉人，工書畫，尤擅箸畫，著《还砚斋诗稿》。妻姚氏，其父内务府正白旗汉军、乾隆戊子科舉人姚明新，著有《春嚴吟草》、《芥舟草》、《遊蘭草》，祖父總管內務府大臣兼禮部侍郎姚永泰；母楊瓊華，著有《綠窗吟草》，其父正白旗汉军、江苏按察使楊重英，祖父兵部尚書、雲貴總督楊應琚）；胞姊姚素玉，著有《杏雨楼诗稿》，嫁镶黄旗满洲、浙江處州鎮總兵高益（其父总兵高鈺 (清朝)，胞叔文淵閣大學士文定公高斌，嫡堂兄文华殿大学士文端公高晋）。子道光丙申恩科進士楊能格。子楊超格，孙同治乙丑科探花楊霽。
- 胞姊楊氏。
- 女楊氏，嫁鑲紅旗漢軍、道光癸未二甲進士何允元（父嘉慶辛酉科舉人何世城；子咸豐二年(1852)壬子科同進士何毓福，著有《易鏡》十一卷、《學易管窺》）。